# Namwon
Namwon (Namwon-si; 남원시; 南原市), è una città della provincia sudcoreana del Nord Jeolla.

## Galleria d'immagini

Namwon Countryside Scenery
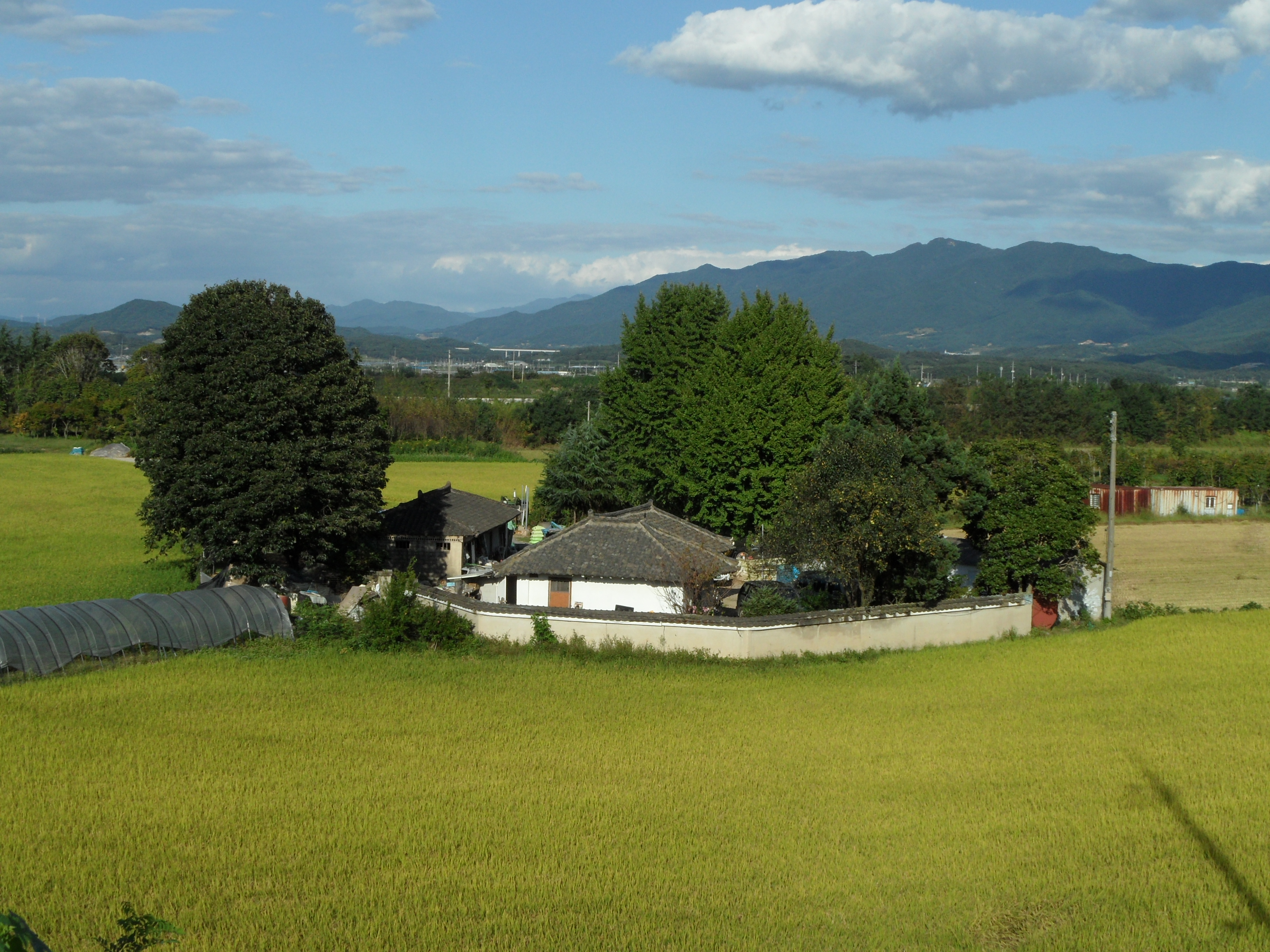
Namwon Countryside - Keumji Myeon - 2010(1)
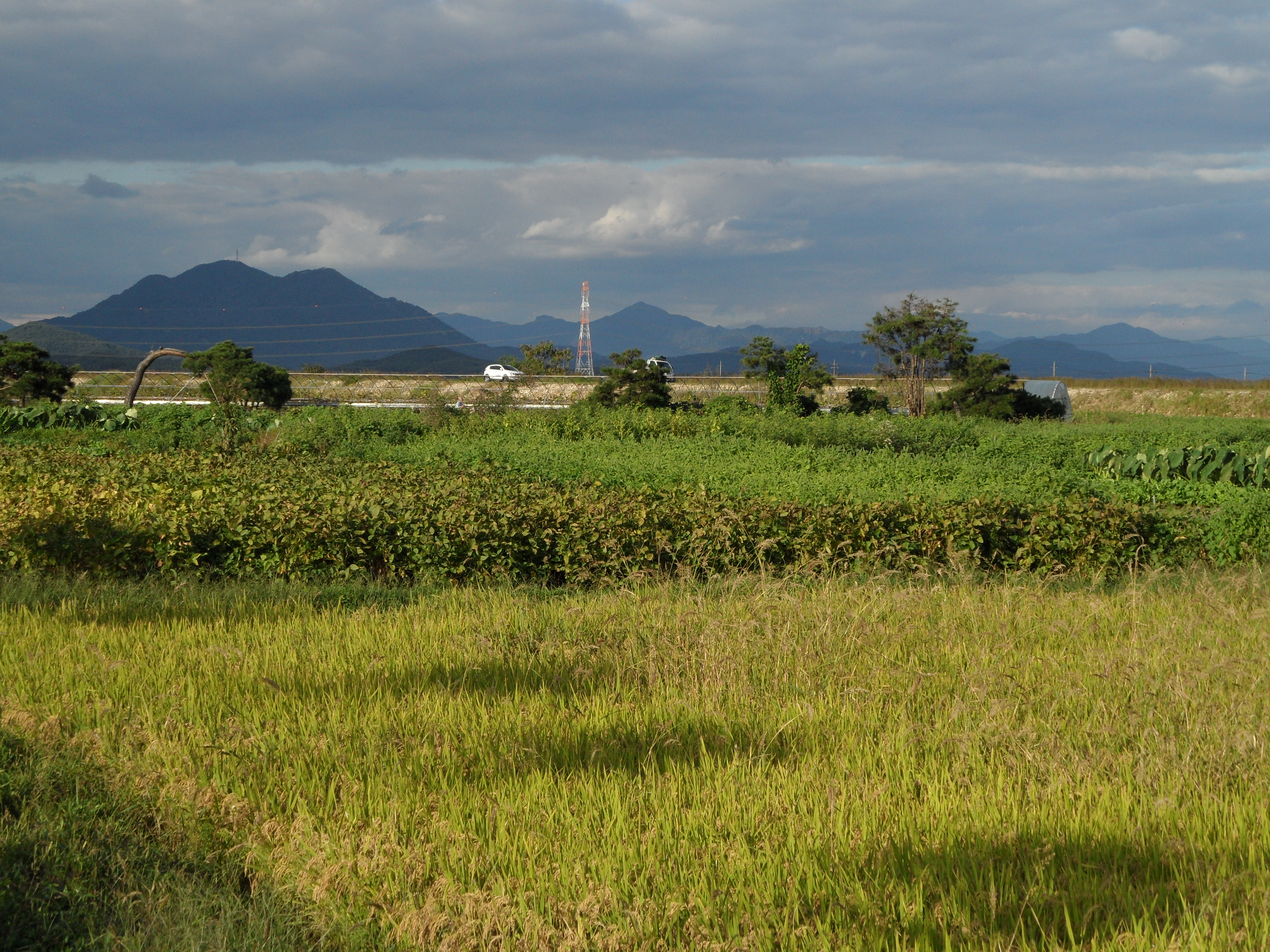
Namwon Countryside - Keumji Myeon - 2010(2)
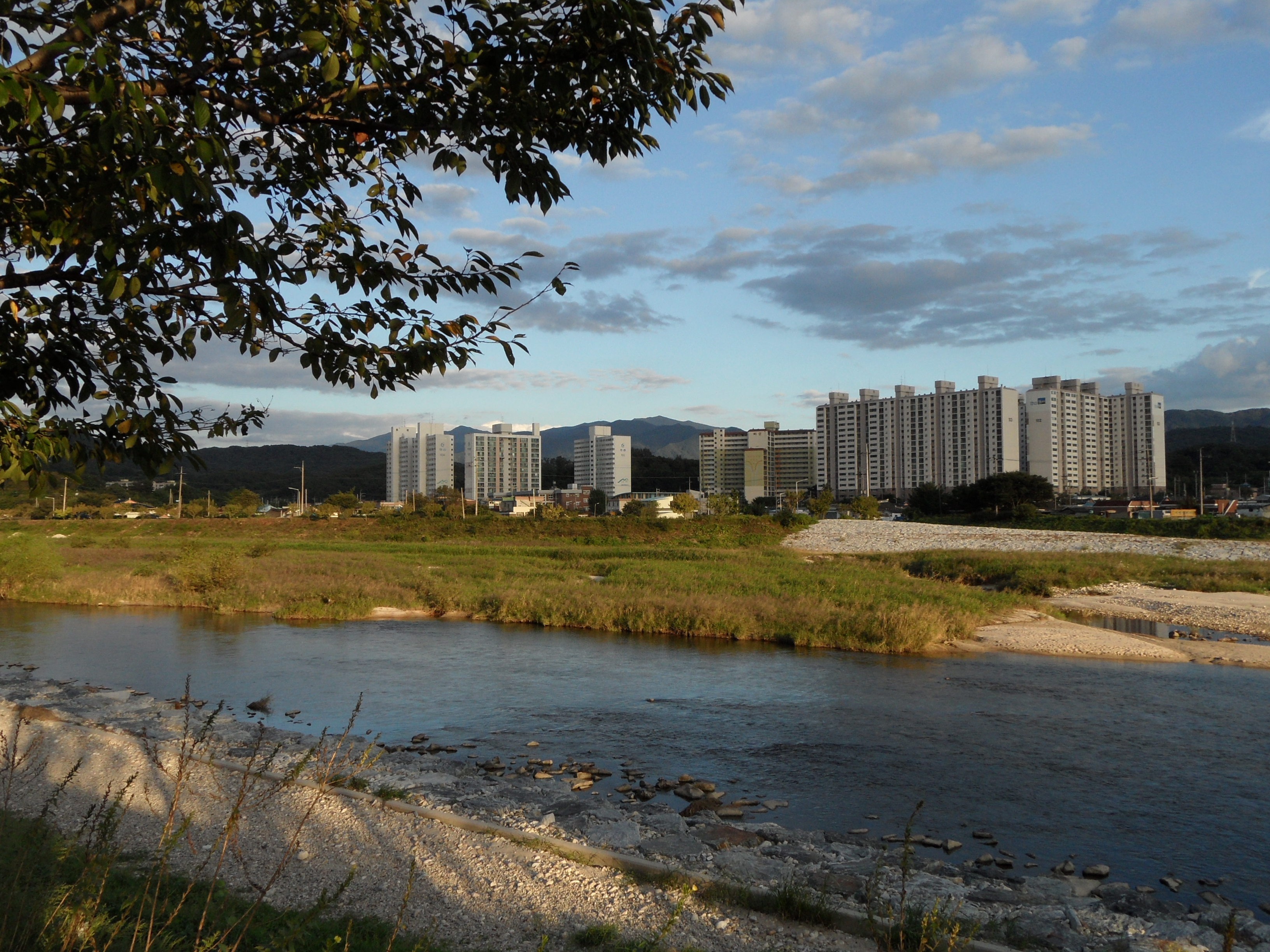
Namwon Countryside - Keumji Myeon - 2010(3)
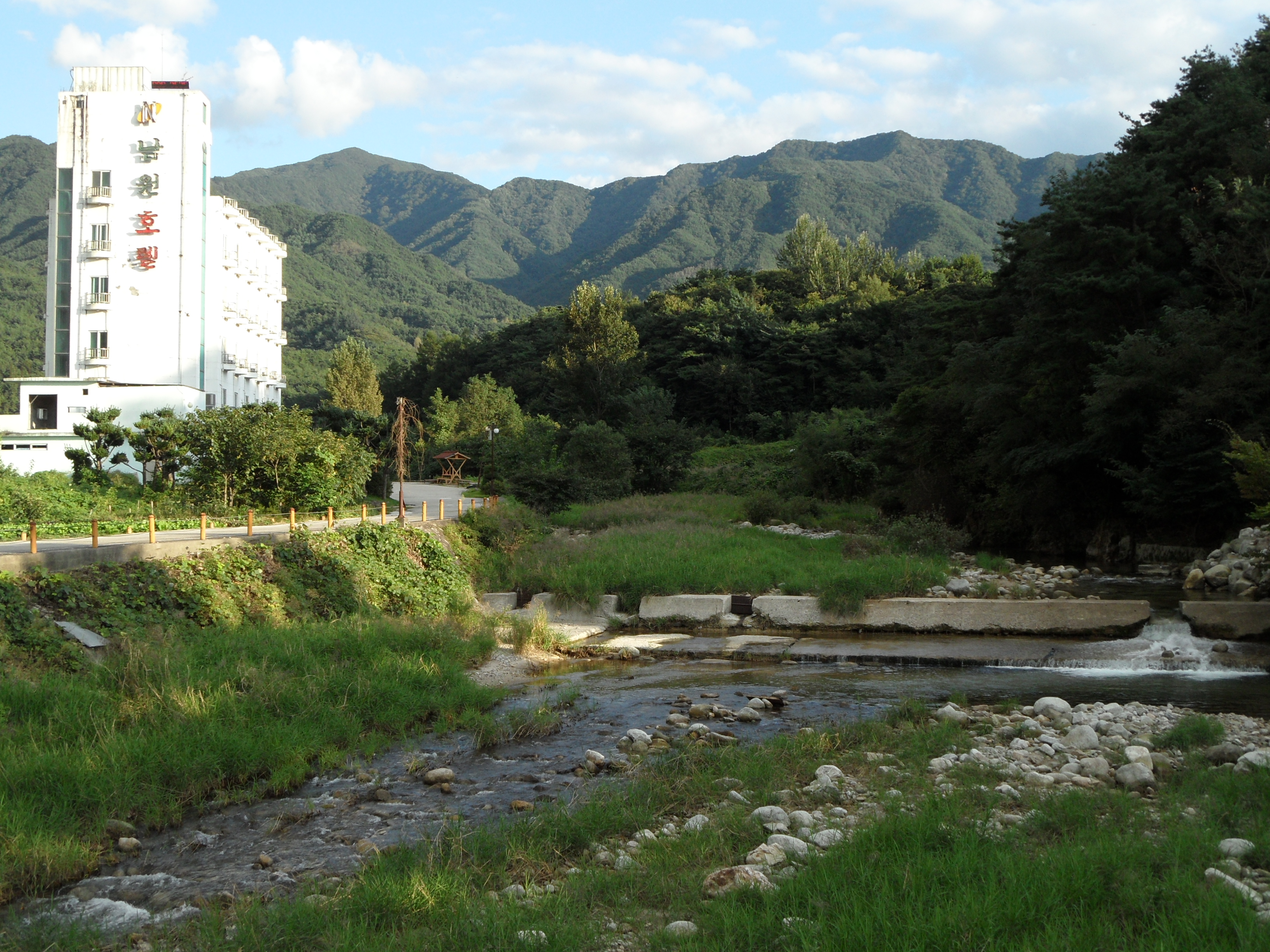
Namwon Countryside - Jucheon Myeon - 2010(1)
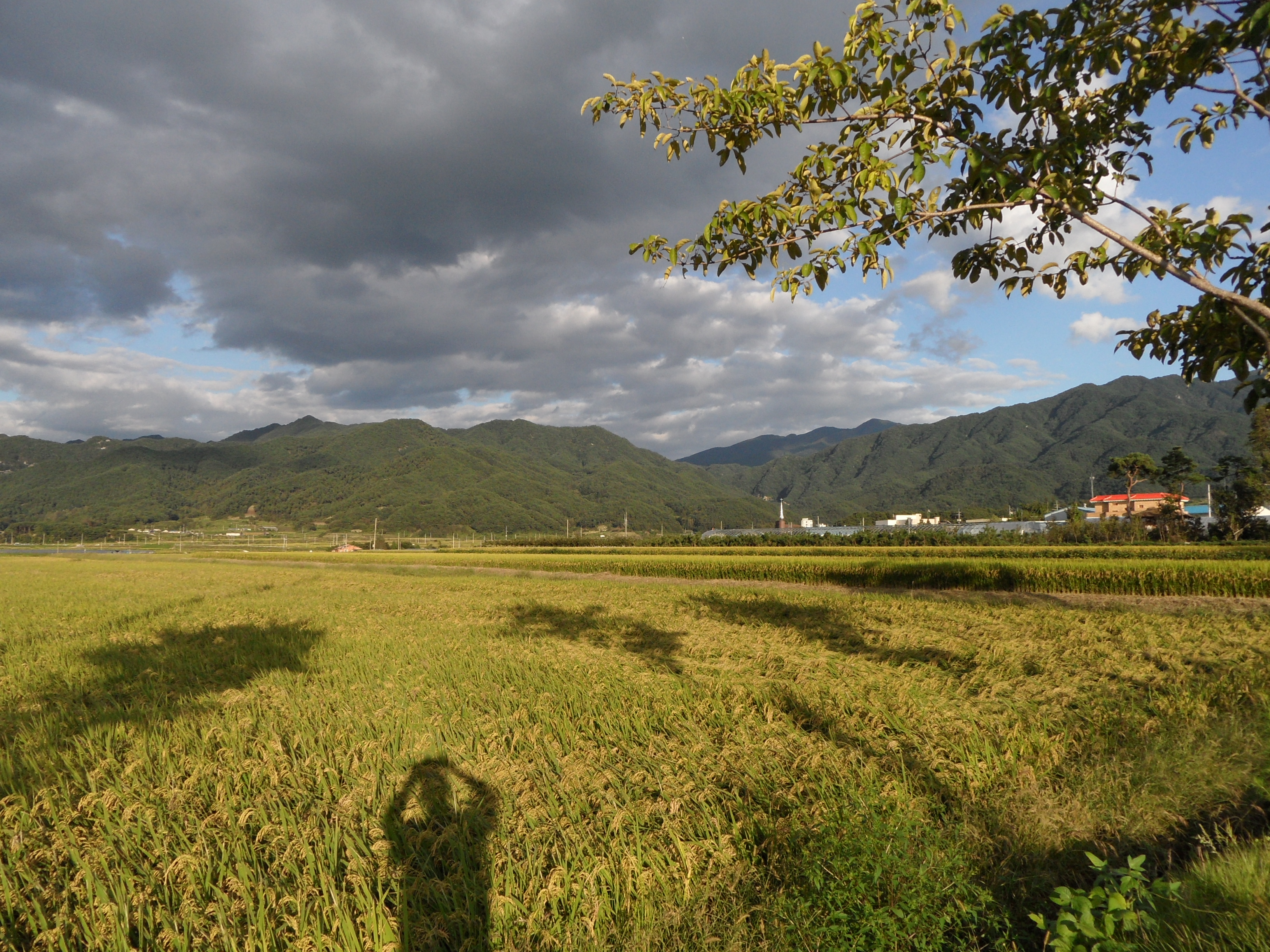
Namwon Countryside - Jucheon Myeon - 2010(2)
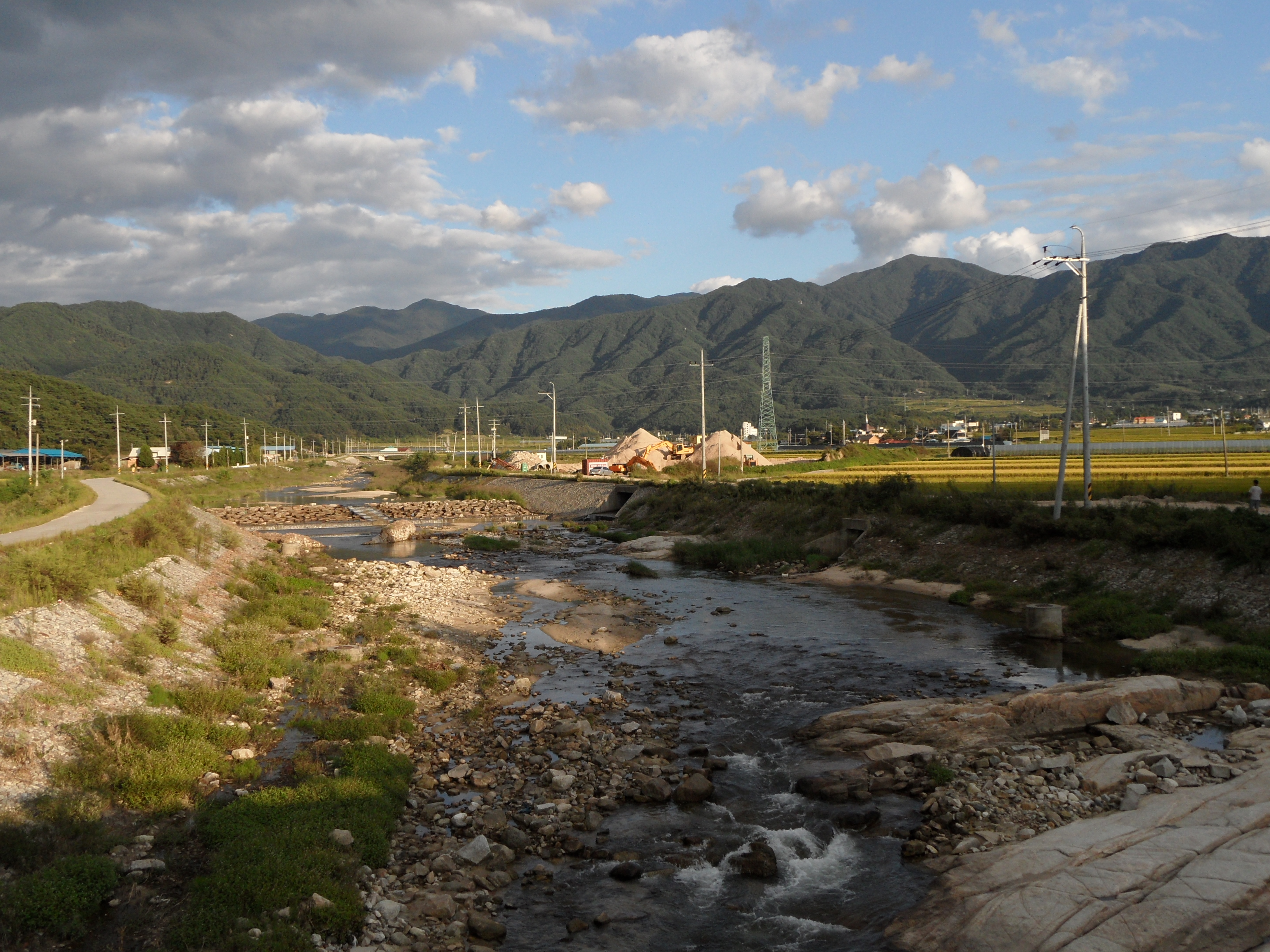
Namwon Countryside - Jucheon Myeon - 2010(3)
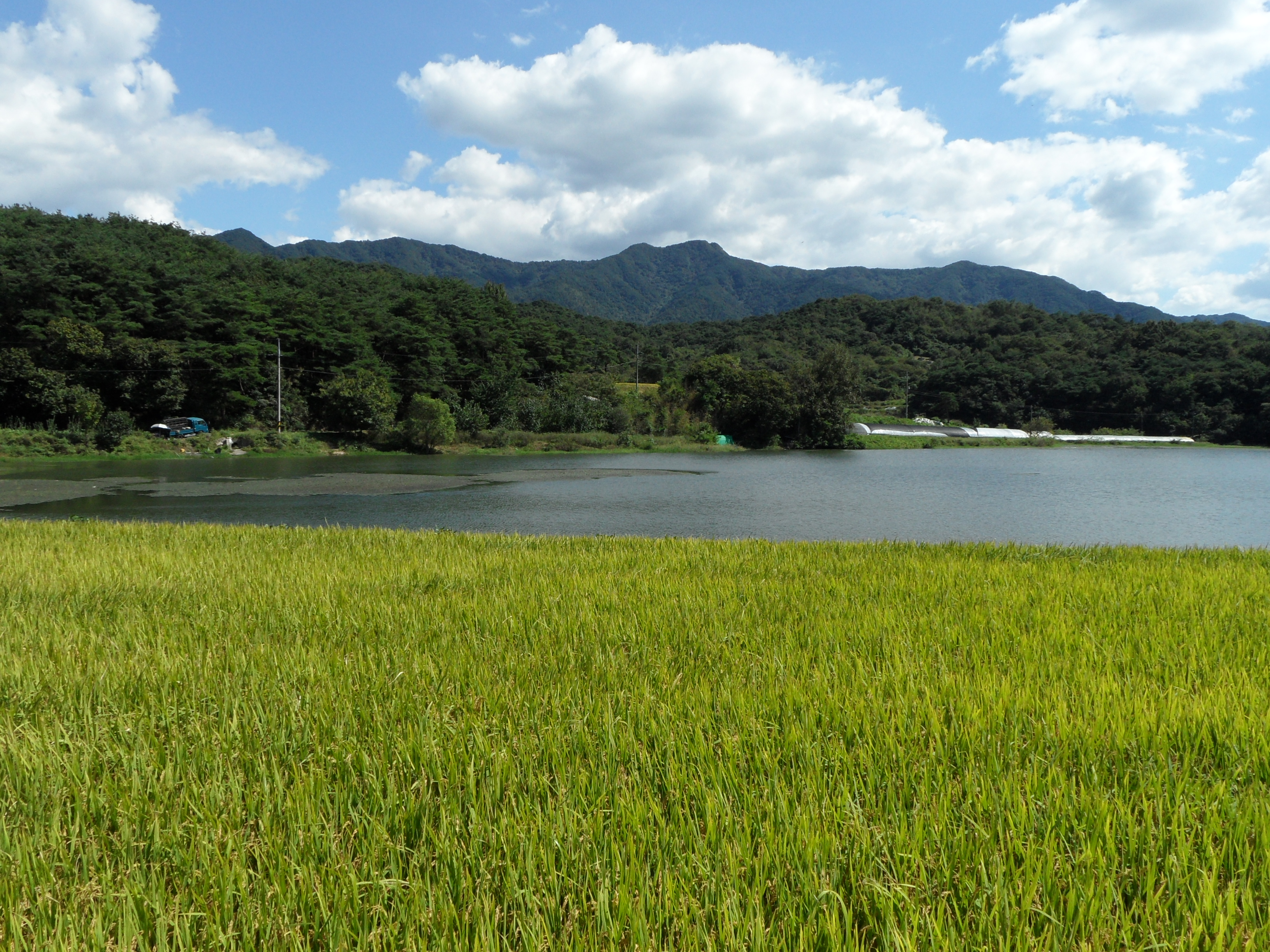
Namwon Countryside - Suji Myeon - 2010(1)
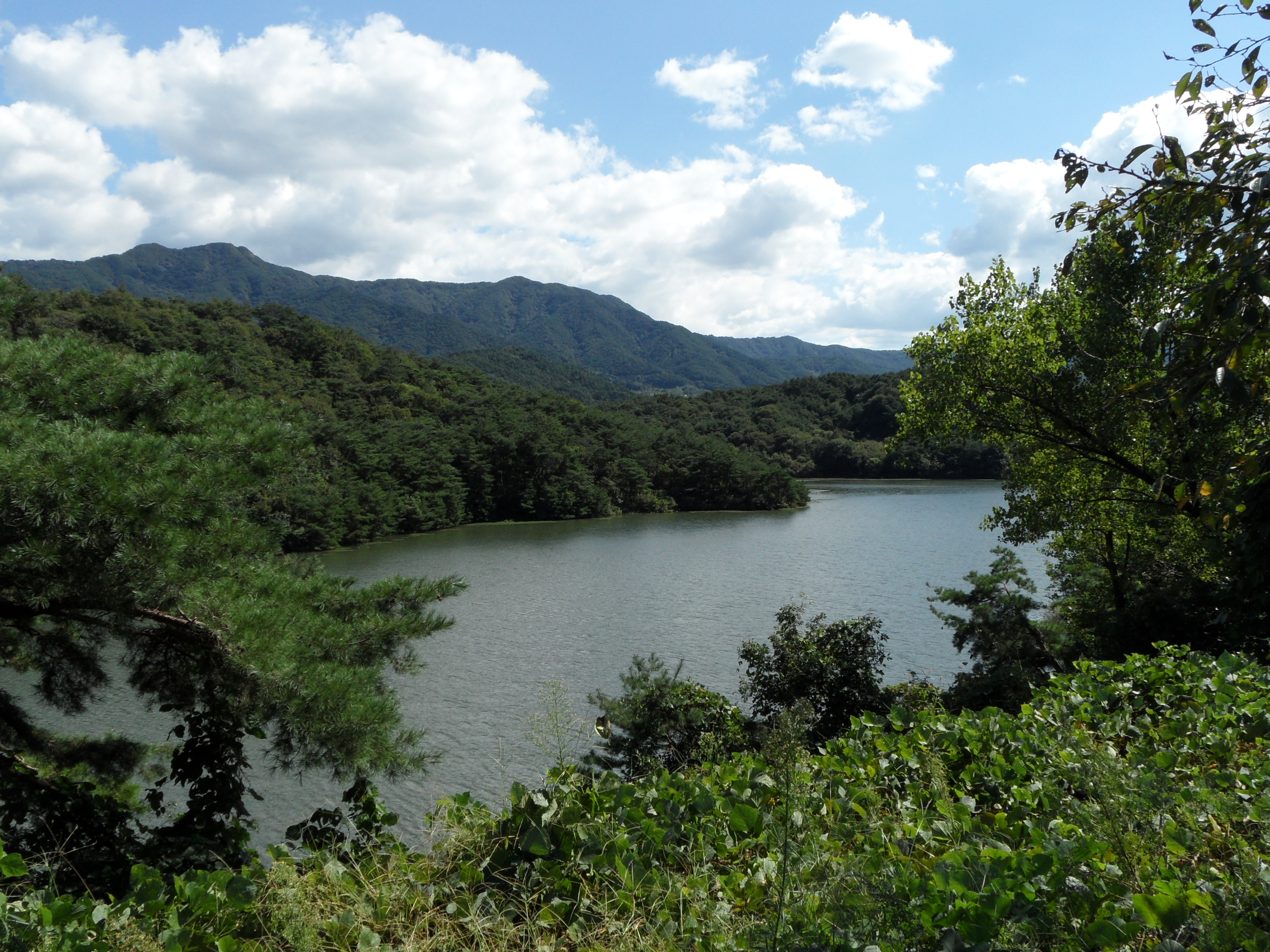
Namwon Countryside - Suji Myeon - 2010(2)
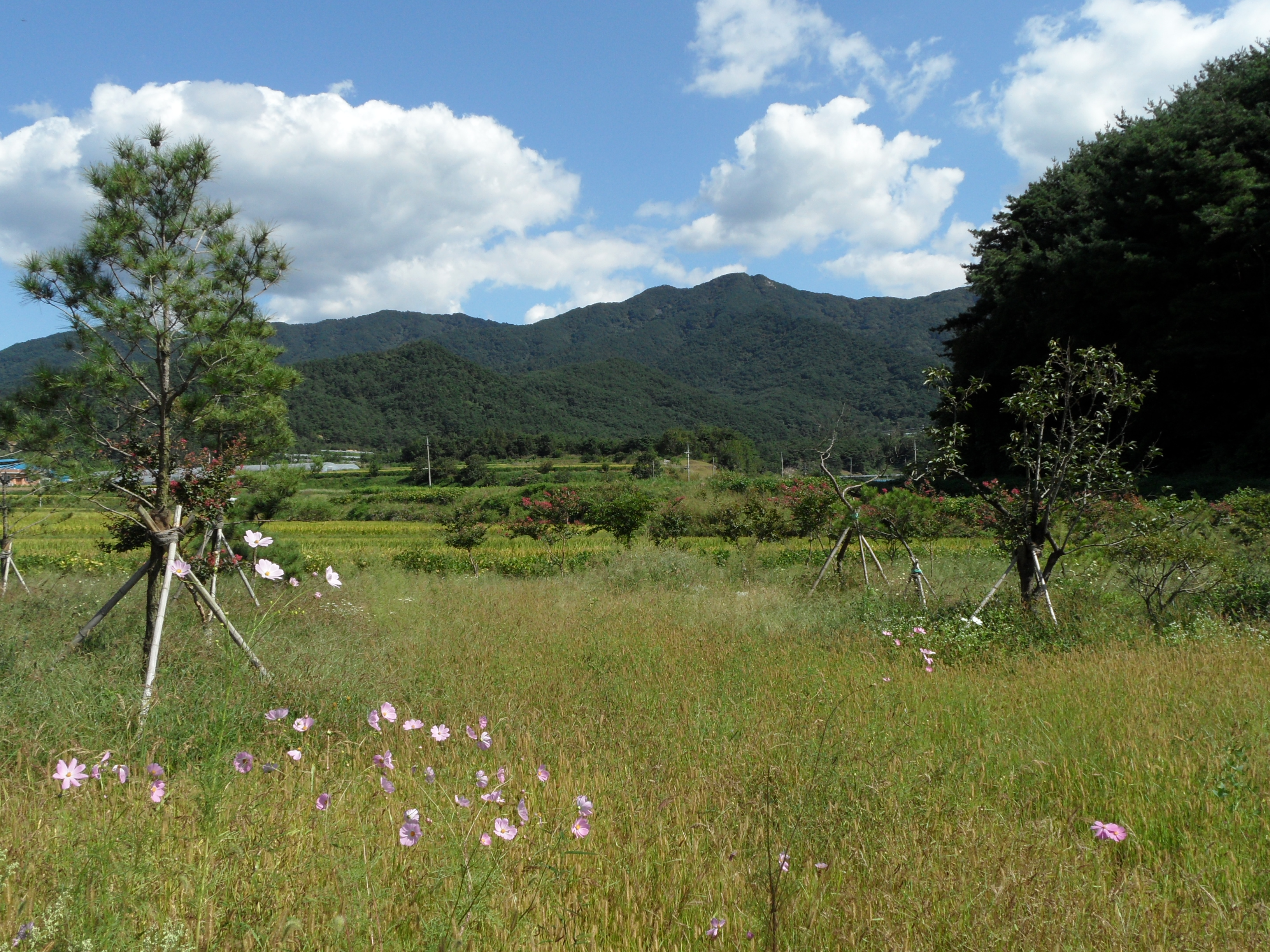
Namwon Countryside - Suji Myeon - 2010(3)
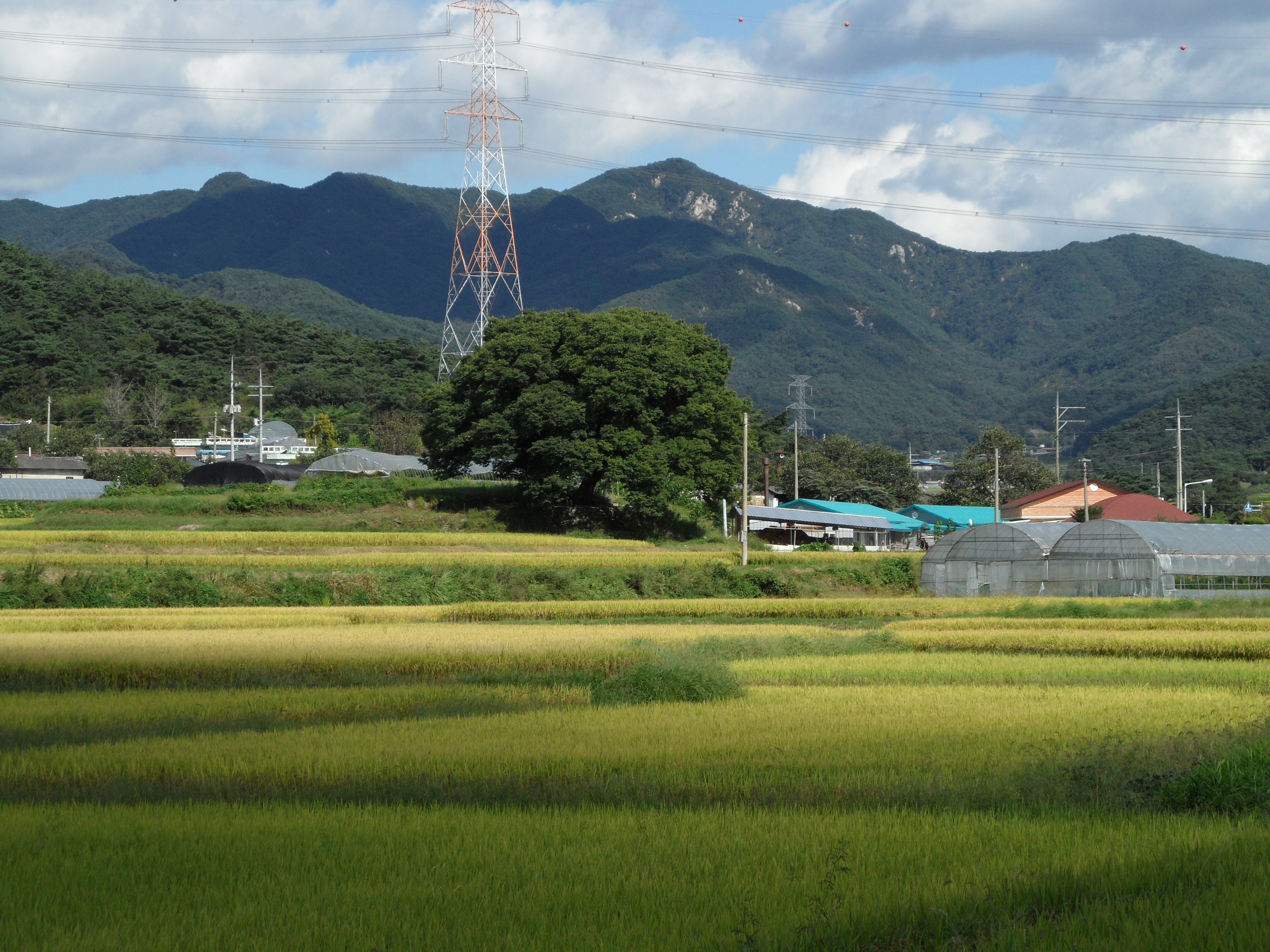
Namwon Countryside - Ibeak Myeon - 2010(1)
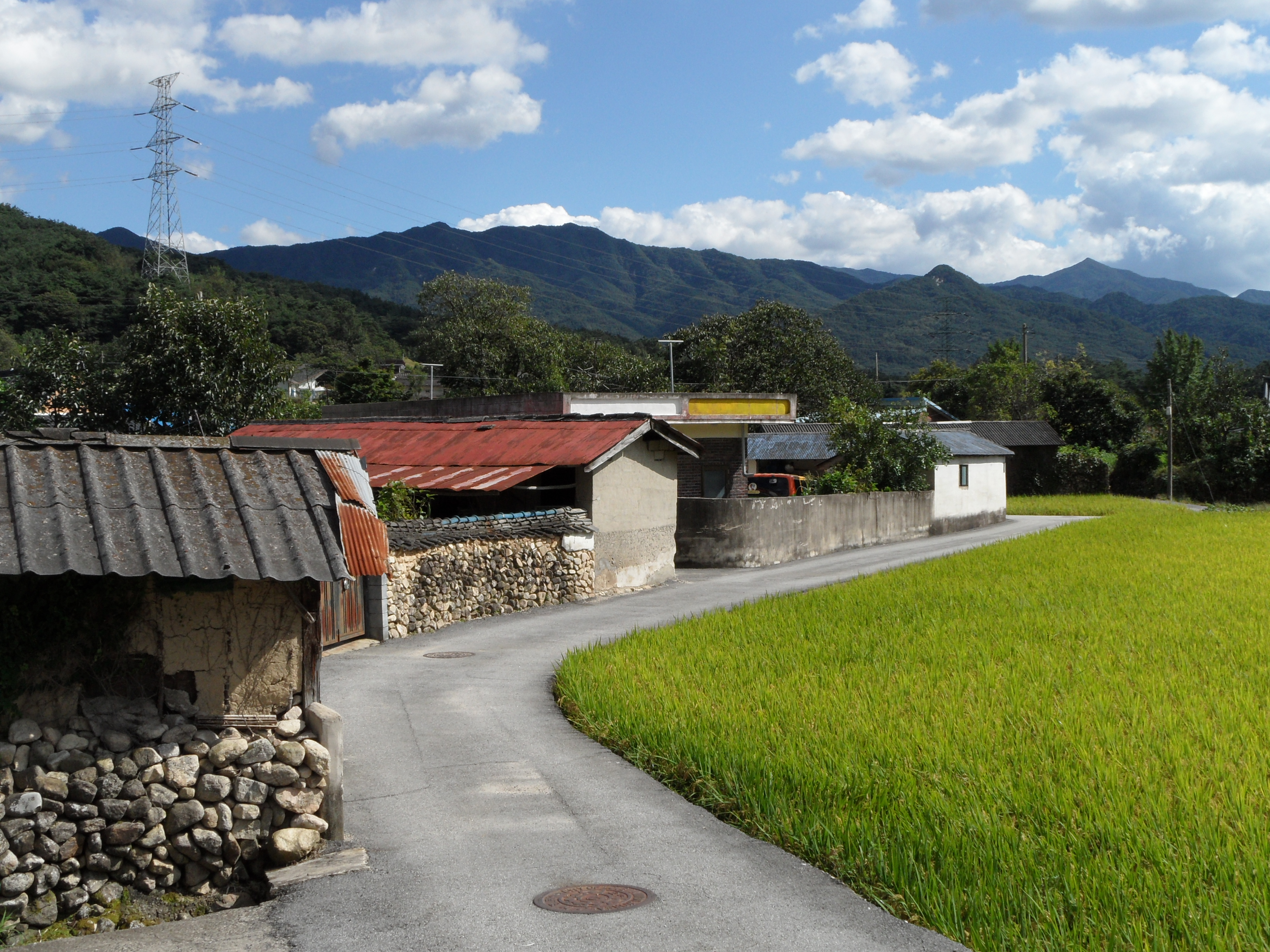
Namwon Countryside - Ibeak Myeon - 2010(2)
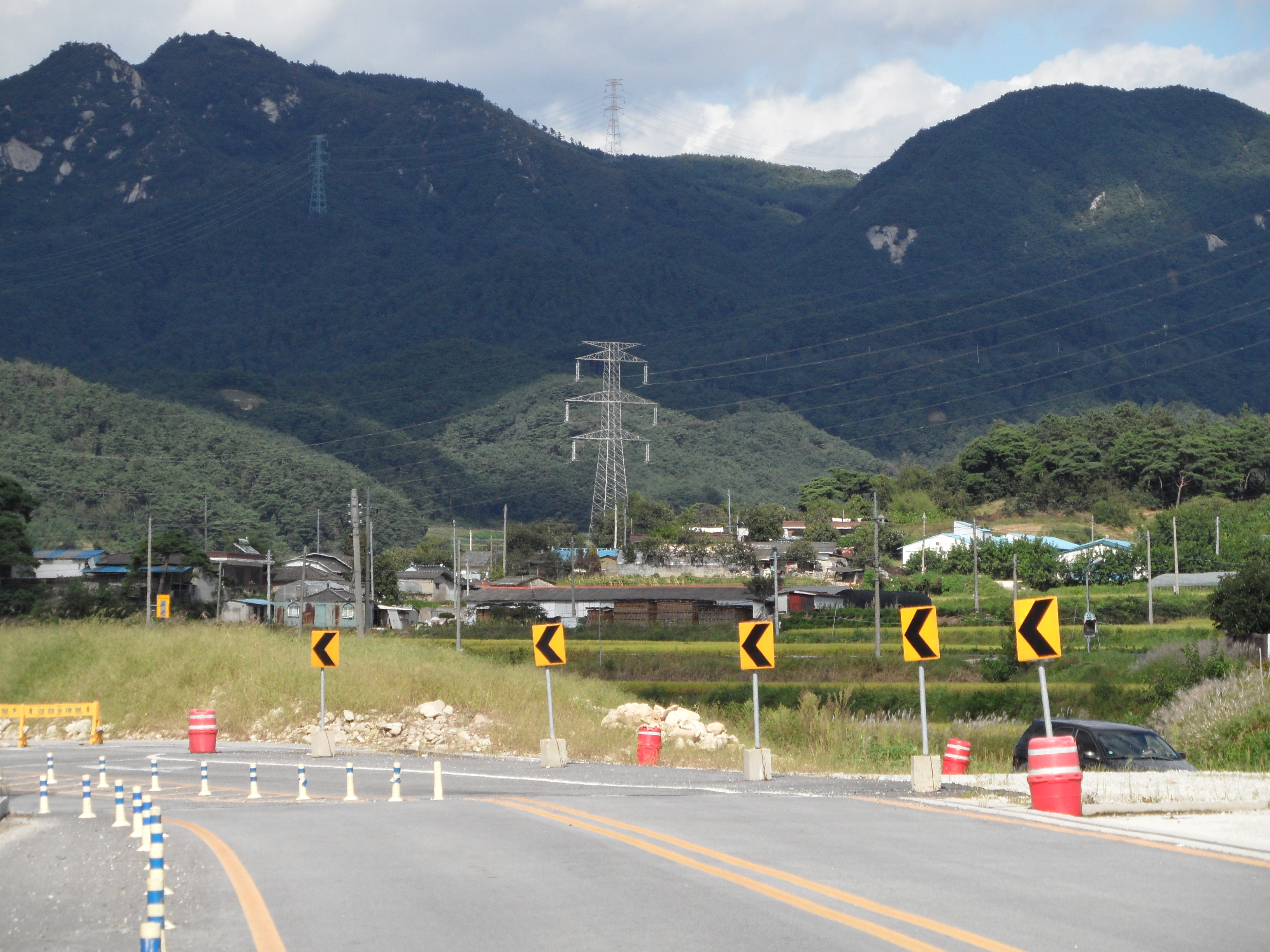
Namwon Countryside - Ibeak Myeon - 2010(3)
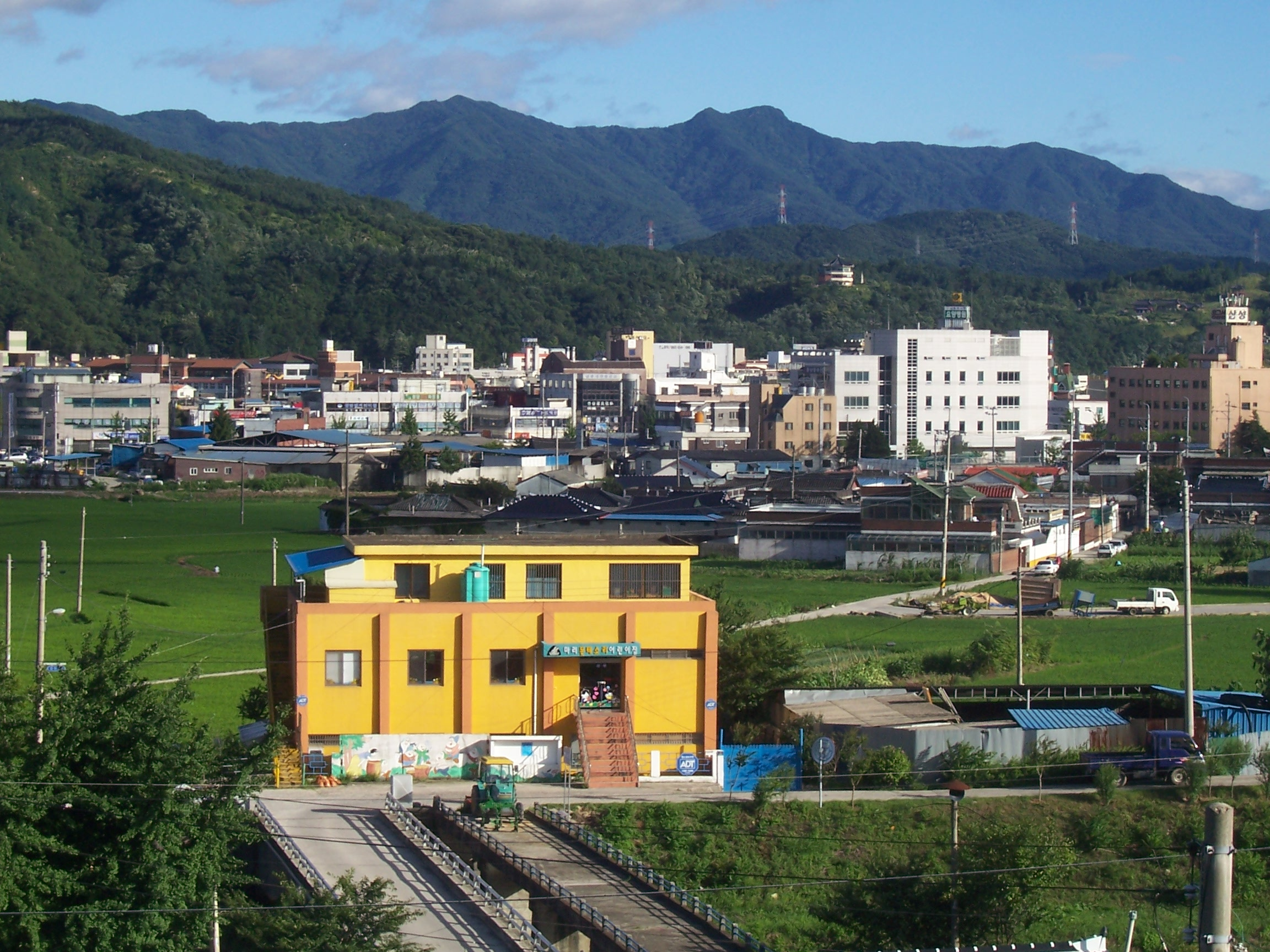
Namwon on a clear summer day - July, 2007.
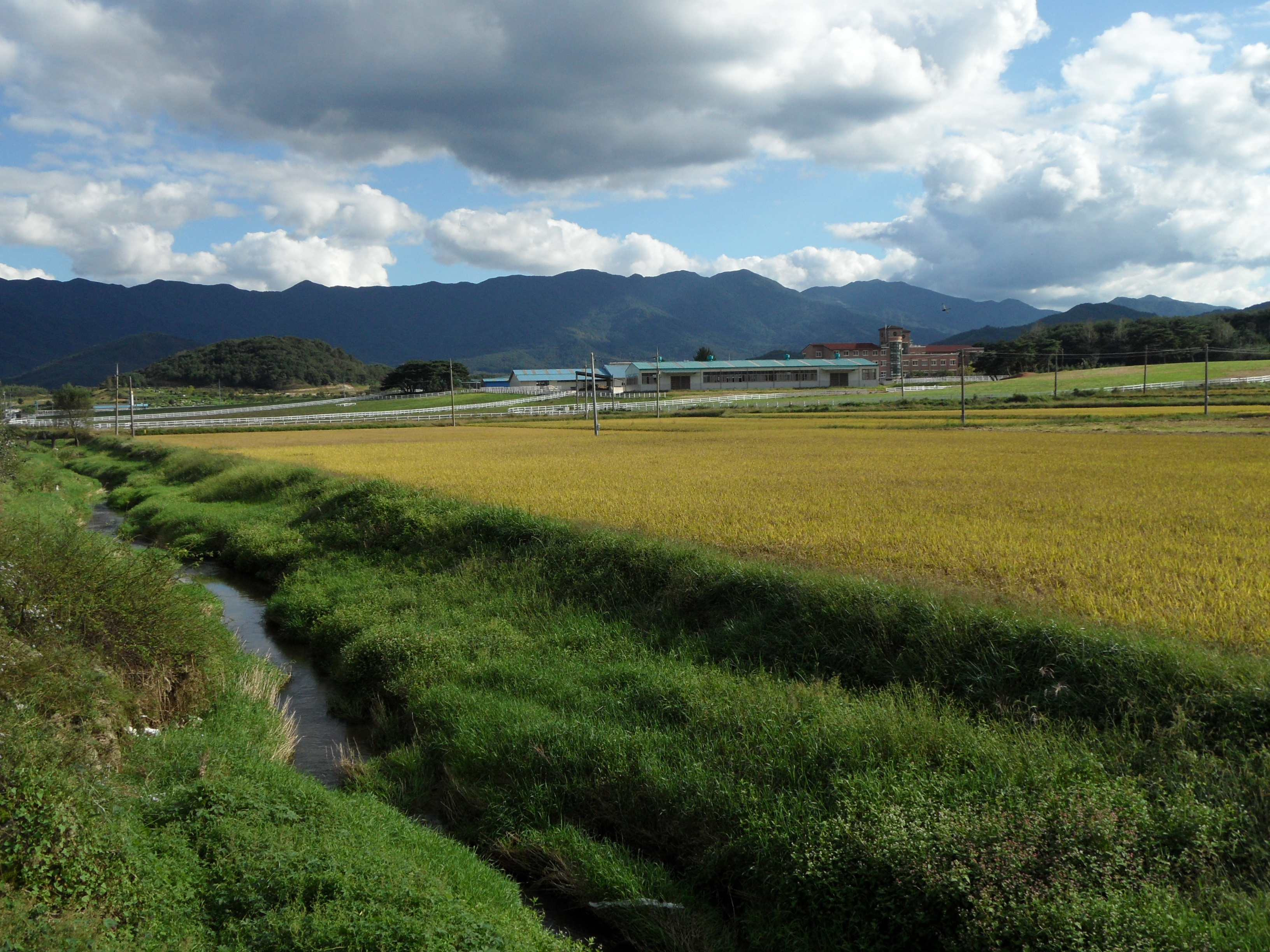
Namwon Countryside - Unbong Myeon - 2010(1)
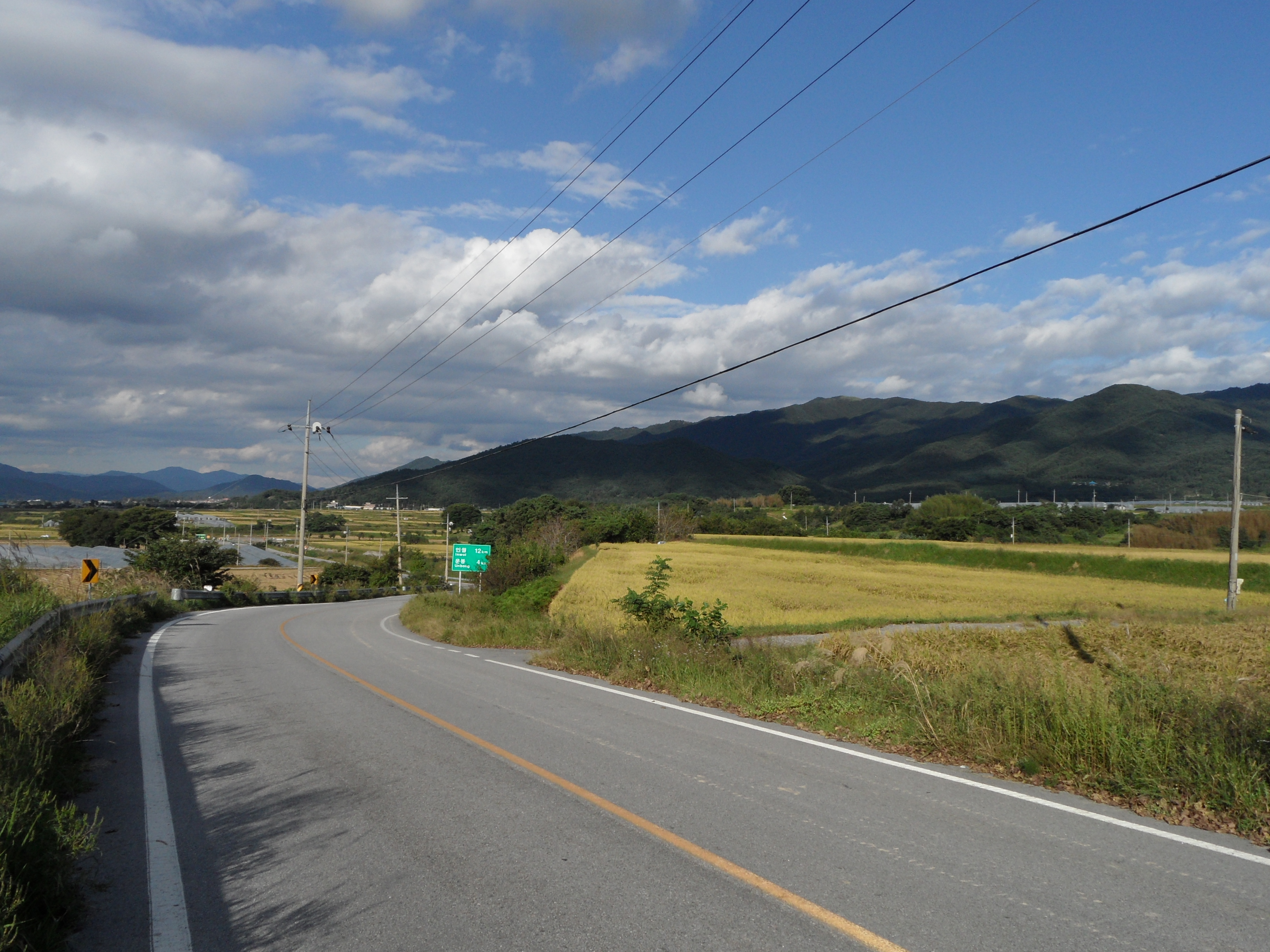
Namwon Countryside - Unbong Myeon - 2010(2)
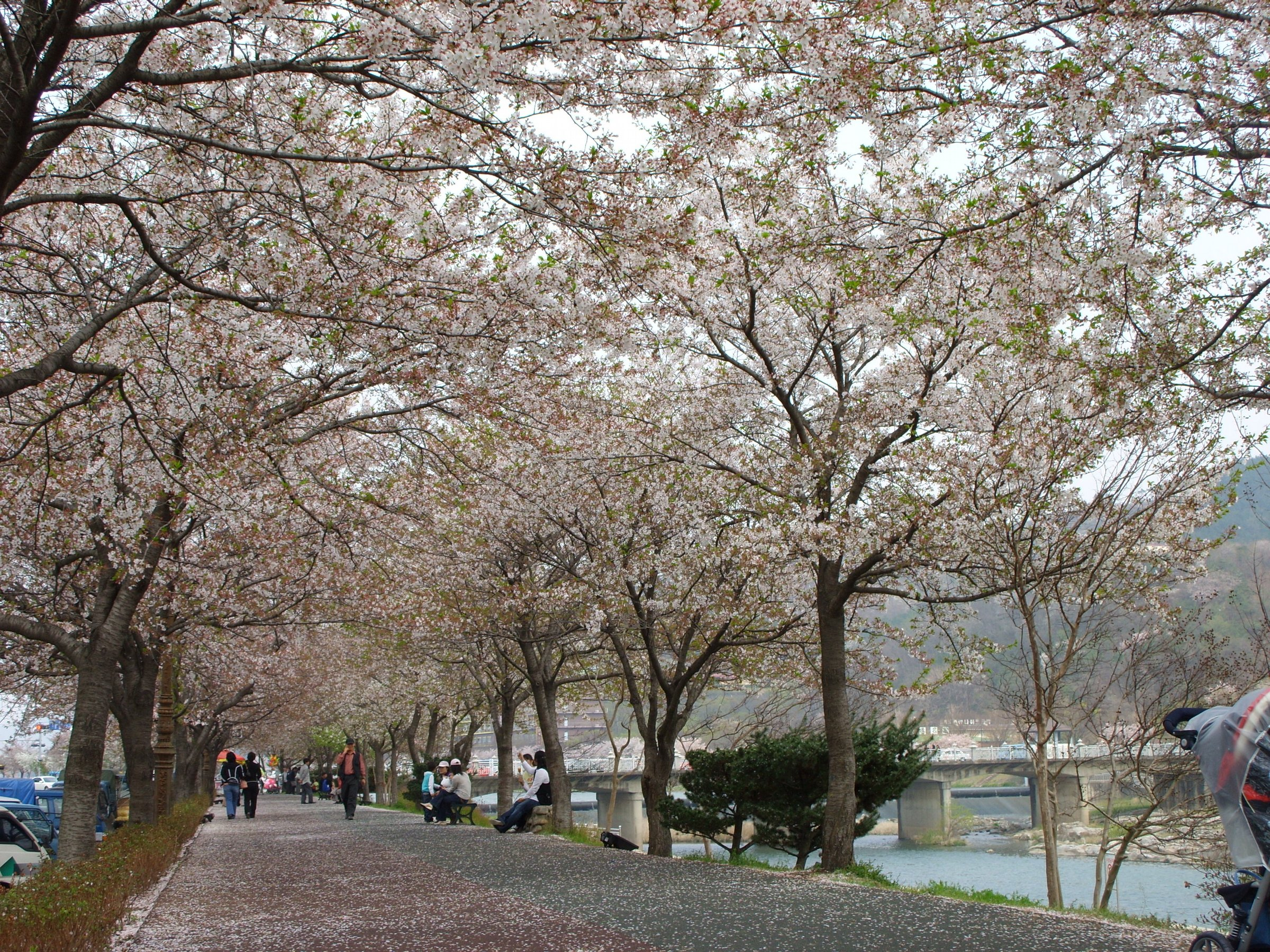
Yocheon River in spring (2008) - I
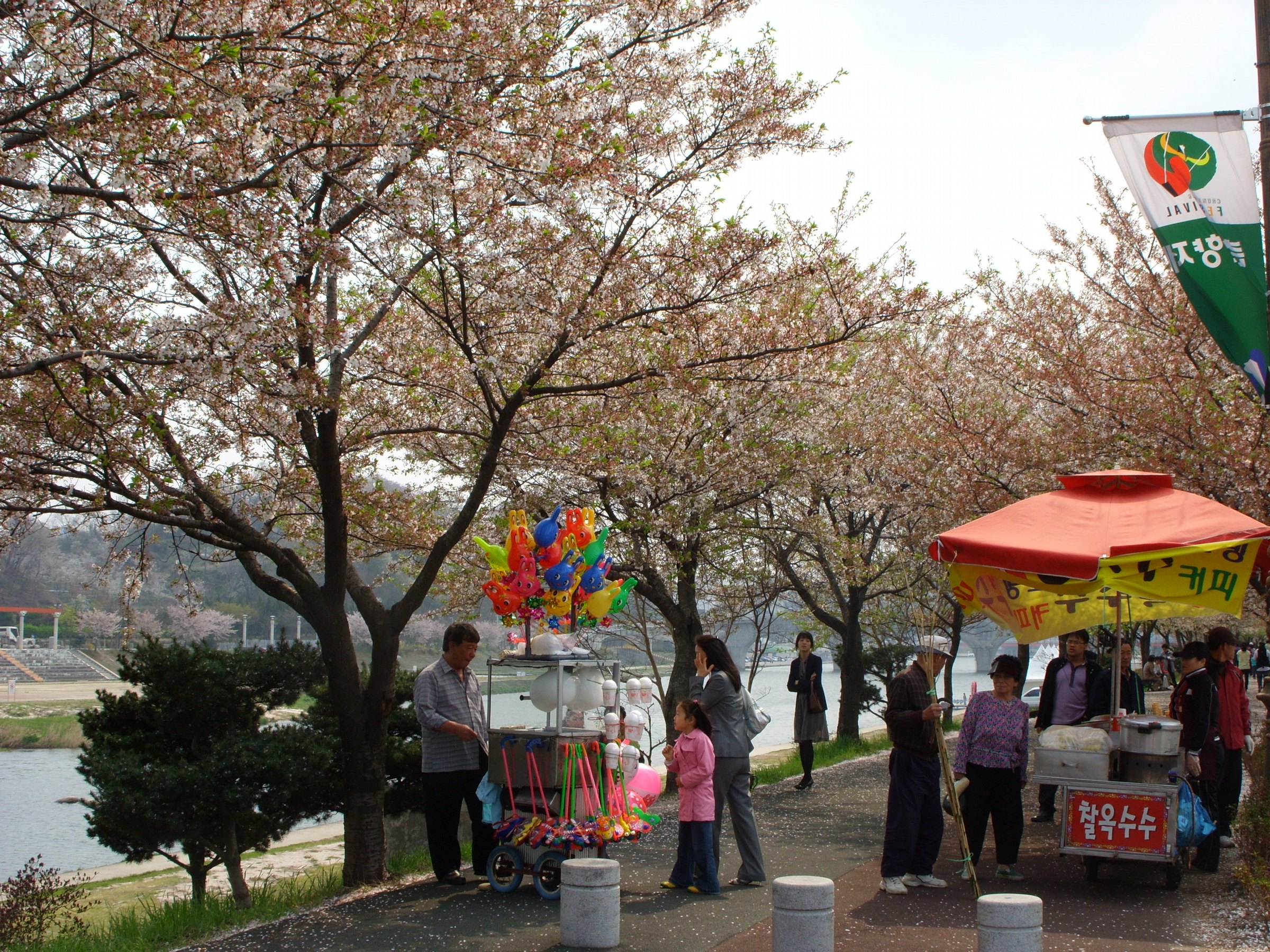
Yocheon River in spring (2008) - II
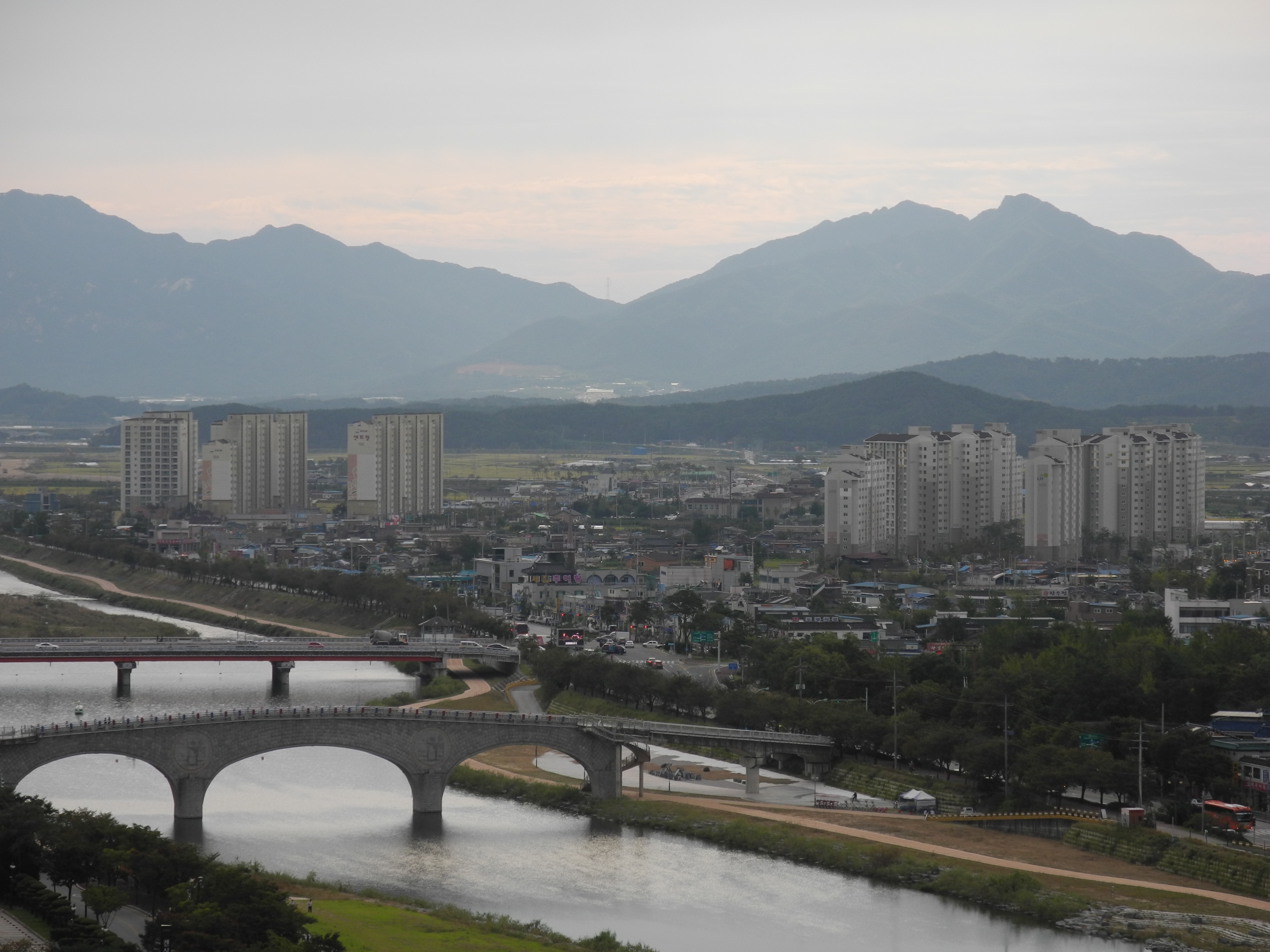
Namwon view from agibong mountain - 2012